# Вильгельм II (герцог Апулии)
Вильгельм II (итал. Guglielmo II; ок. 1095, Кампания — 25 июля 1127, Салерно) — герцог Апулии и Калабрии с 1111 года, внук Роберта Гвискара. После смерти Вильгельма его герцогство отошло к Рожеру II и включено в состав вновь созданного Сицилийского королевства.

## Биография
Вильгельм II был младшим и единственным пережившим отца сыном Рожера I Борсы, герцога Апулии и Калабрии, и Аделы Фландрской. По отцовской линии приходился двоюродным племянником Рожера II Сицилийского, по матери — сводным братом Карла I Доброго, графа Фландрского. Наследовал отцу в 1111 году под регентством матери.
Правление Вильгельма II ознаменовалось анархией и феодальными междоусобицами в Апулии. Так, в Бари в результате междоусобной войны был убит архиепископ, арестована вдова Боэмунда Констанция, а князем Бари провозгласил себя узурпатор Гримоальд. В 1117—1118 годах Вильгельм II не смог помочь своим суверенам папам Пасхалию II и Геласию II в их борьбе против императора Генриха V, и только при помощи капуанского князя Роберта Геласию II им удалось водвориться в Риме.
Для борьбы с непокорными феодалами Вильгельм II был вынужден прибегать к военной и финансовой помощи сицилийского родственника Рожера II. При посредничестве папы Каликста II Вильгельм II и Рожер II заключили в 1122 году три соглашения. В соответствии с ними Вильгельм II за помощь Рожера II в борьбе с непокорными феодалами передал последнему Калабрию, удержав за собой лишь титул герцога, и сицилийские владения (Палермо, Мессину и долину Валь-Демоне), удержанные Робертом Гвискаром в личном владении во время завоевания острова.
В 1114 году Вильгельм II женился на Гаительгриме, дочери графа Роберта из Караццо. Их брак остался бездетным. В 1125 году на личной встрече в Мессине Вильгельм II в обмен на очередную финансовую помощь признал Рожера II своим наследником. При этом ранее схожие обещания он дал папе и своему двоюродному брату Боэмунду II, князю Антиохии, в результате чего, взойдя после смерти Вильгельма II на апулийский трон, Рожер II оказался втянут в многолетнюю войну в Апулии.
Вильгельм II скончался 25 июля 1127 года в Салерно и был погребён в местном кафедральном соборе. Ему наследовал Рожер II, объединив, тем самым, все норманнские владения в Южной Италии.